# Gothaer Waggonfabrik
De Gothaer Waggonfabrik was een Duitse fabrikant van rollend materieel en vliegtuigbouwer. 
Het bedrijf werd in 1883 in Gotha opgericht door Fritz Bothmann. Hij bouwde aanvankelijk carrousels en later tram- en treinwagons. In 1910 kreeg het bedrijf de naam Gothaer Waggonfabrik AG. Het bedrijf ontwikkelde en produceerde onder die naam tijdens de Tweede Wereldoorlog een groot aantal vliegtuigen en projecten voor de Luftwaffe. 
Op 22 februari 1944 werd een eskader Amerikaanse bommenwerpers van de United States Army Air Forces vanuit Engeland gezonden om de fabriek te bombarderen. Vanwege slecht weer werd de missie echter halverwege afgeblazen. Op de terugweg werd Nijmegen gebombardeerd als 'gelegenheidsdoel', waarbij ca. 800 burgerdoden vielen en een groot deel van de binnenstad werd verwoest.

## Vliegtuigen van Gotha
- G.I
- G.II
- G.III
- G.IV
- G.V
- G.VI
- G.VII
- G.VIII t/m X
- Go 145
- Go 146
- Go 147
- Go 229
- Go 242
- Go 244
- Go 345
- Ka 430

## Projecten tot 1945
- Go P.50
- Go P.60